# August Ernst Zwitzers
August Ernst Zwitzers (* 28. Februar 1834 in Nordhorn; † 23. Januar 1921 in Emden) war ein deutscher Lehrer und Pastor.

## Leben
August Ernst Zwitzers war ein Sohn des Schullehrers Hendrik Zwitzers und dessen Gattin Herbarta Mathilde, geborene Roskott. Von Michaelis 1847 bis Ostern 1852 besuchte er den Realzweig des Gymnasiums Georgianum (Lingen) in Lingen. Anschließend wollte er ein Lehrerseminar in Osnabrück besuchen, entschied sich jedoch stattdessen für eine Stelle als Hilfslehrer bei der Erziehungsanstalt des Kirchenrats Dammann in Hameln. Ab dem Herbst 1853 arbeitete er als Lehrer an einem Gymnasium in Lingen.
Zwitzers eignete sich selbstständig Wissen an, um beispielsweise Volksschullehrer werden zu können. Ab 1855 leitete er eine Privatschule in Nordhorn und legte beim Oberkirchenrat in Bentheim die Lehrerprüfung ab. Er strebte das Höhere Lehramt an und besuchte ab dem Frühjahr 1859 die Universität Göttingen, wo er zugleich Mitglied der Progreß-Burschenschaft Hercynia Göttingen wurde. Nach zwei Semestern Mathematik, Naturwissenschaften und neuere Sprachen bestand er an Ostern 1860 die Maturitätsprüfung. Bis zum Herbst 1862 besuchte er danach für fünf Semester die theologische Fakultät, an der er evangelische Theologie und deutsche Sprache lernte. Anschließend leitete er kommissarisch die Schule von Dammann in Hameln.
Am 3. Dezember 1862 legte Zwitzers bei der Classis der reformierten Prediger in Bentheim das Erste Theologische Examen ab. Anschließend arbeitete er als 2. Hauptlehrer am Schullehrerseminar in Aurich, wo er sich für den Turnunterricht einsetzte. Am 28. März 1865 legte vor dem Coetus das Examen pro ministerio ab. Am 23. April 1865 übernahm er eine Pfarrstelle in Bedekaspel. Am 20. Dezember 1874 folgte seine Amtseinführung als Pastor von Hatzum.
Am 12. März 1877 endete Zwitzers Wirken als Theologe. Er arbeitete fortan als Direktor der Kaiserin-Augusta-Viktoria-Schule in Emden. Die Bildungseinrichtung existierte seit dem Herbst 1872 und erfuhr sehr großen Zulauf. Zwitzers bemühte sich, bürgerlich-aufgeklärte Grundsätze zu realisieren. Dazu gehörte die schulische Bildung für Mädchen, die Ausbildung zur Lehrerin sowie Turnunterricht für alle Schüler. Er gründete vermutlich das Lehrerinnenseminar in Emden mit, das gemeinsam mit der städtischen Töchterschule entstand. Nach der Eröffnung Ostern 1879 leitete er diese Einrichtung. 1908 setzte er in Emden die Mädchenschulreform um. Am 1. April 1911 ging er als „Schulrat“ in Pension.
Zwitzers war verheiratet mit Johanne, geb. Nellner, deren Vater als lutherischer Pastor von Westrhauderfehn arbeitete. Das Ehepaar hatte zwei Söhne und sechs Töchter.

## Ehrungen
- Für seine Arbeiten wurde er 1911 mit der Silbernen Ehrentafel der Stadt Emden ausgezeichnet[2].

## Werke
Von 1873 bis 1884 gab Zwitzers die zwölf Jahrgänge des „Ostfriesischen Monatsblattes für provinzielle Interessen“ heraus. Er wollte „das Bestehende im Lichte unserer provinziellen Vorzeit“ darstellen. Als wichtige Aspekte betrachtete er  „kirchliche und Schulangelegenheiten“, „eine möglichst vielseitige Besprechung der socialen Schäden“, „die provincielle und communale Selbstverwaltung“, „Gesundheitspflege“, „Handel und Verkehr, Landwirthschaft und Gewerbfleiß“. Hinzu kamen Fachschulen und Nekrologe von „verdienten Todten“ samt „Anzeigen und Recensionen guter Bücher“. Zwitzers wollte also ein praktisches, kein erbauliches Blatt schaffen.
Die Monatsblätter mit jeweils 48 Seiten erschienen bei Tapper & Sohn in Aurich. Sie sind vermutlich die beste Quelle für den Zeitraum der ostfriesischen Geschichte. Einige der Texte sind heute noch wichtig. Unklar ist, welche der Beiträge Zwitzers selbst schrieb, aber ihm sind wohl Texte zuzuschreiben, die ein „Z.“ tragen. Er behandelte zumeist Fragestellungen der Schulpädagogik und Schulpolitik. 1882 zeigte er Sympathien für die entstehende Landeskirche. Ein besonderes Anliegen war ihm die Innere Mission. Diese könne dazu beitragen, der Sozialdemokratie, die die Gottesfurcht in der Bevölkerung langsam zerstören wolle, entgegenzuwirken.
Aufgrund von Überarbeitung suchte Zwitzers wiederholt nach einem Redakteur für das Monatsblatt. Leser appellierten, der Zeitschrift die angemessene Wertschätzung beizumessen und dieser treu zu bleiben. Trotzdem erschien nach dem Juni-Heft 1884 kein weiteres Blatt mehr.
Zwitzers schrieb darüber hinaus mehrere Schulbücher:
- 1857 das Elementarbuch über die niederländische Sprache.
- In den Jahren 1870/71, 1878/79 und 1891 über Geographie.
- 1879 zur Geschichte des preußischen Staates.
- 1881 über mittelhochdeutsche Dichtkunst
- 1882 zur Geschichte des Altertums.
- 1891 über Kirchengeschichte.
- 1904 über biblische Geschichte.